# Koszara
Koszara (biał. Кашара; ros. Кошара; hist. Olmańska Koszara, biał. Альма́нская Каша́ра) – wieś na Białorusi, w obwodzie brzeskim, w rejonie stolińskim, w sielsowiecie Struga, w pobliżu granicy z Ukrainą.

## Warunki naturalne
Koszara położona jest nad Lwą i wewnątrz dużego kompleksu leśno-torfowiskowego Błota Olmańskie.

## Historia
W dwudziestoleciu międzywojennym kolonia Olmańska Koszara leżała w Polsce, w województwie poleskim, w powiecie stolińskim, do 18 kwietnia 1928 gminie Terebieżów, następnie w gminie Stolin. Po II wojnie światowej w granicach Związku Sowieckiego. Od 1991 w niepodległej Białorusi.